# Iulian Dumitraș

a Compétitions nationales et continentales officielles uniquement.

b Matchs officiels uniquement.
Dernière mise à jour le 11 octobre 2013.
Iulian Dumitraș, né le 22 juin 1982 à Suceava, est un joueur roumain de rugby à XV. Il jouait au poste d'arrière ou de demi d'ouverture avec la Roumanie.

## Biographie
Iulian Dumitraș est le fils de Hari Dumitras, ancienne gloire de l'équipe de Pau et de la Roumanie. Il connaît sa première sélection le 3 mars 2002 contre les Pays-Bas.

## Palmarès
- 2002 : champion d'Europe
- 2006 : champion d'Europe
- 2012 : vainqueur de la Coupe des nations

## Statistiques en équipe nationale
- 50 sélections depuis 2002.
- 69 points (11 essais, 2 pénalité, 4 transformations)
- En coupe du monde
  - 2007 : 4 sélections, 4 comme titulaire (Italie, Écosse, Portugal, Nouvelle-Zélande)
  - 2011 : 4 sélections, 4 comme titulaire (Ecosse, Argentine, Angleterre, Géorgie) et 8 points (1 essai et 1 pénalité)